# Cloees
Les Cloees o Clees (en grec antic: Χλόεια ο Χλοιά) eren uns festivals que se celebraven a l'antiga Atenes en honor de Demèter Cloe (de vegades anomenada simplement Cloe 'herba naixent, gespa'), que tenia el seu temple a prop de l'acròpoli de la ciutat.
Se celebrava a la primavera, el dia 6 de Targelió, quan començaven a florir els camps, i començaven amb el sacrifici d'una cabra i amb molta festa i alegria.